# Azalide
 (février 2017).
Si vous disposez d'ouvrages ou d'articles de référence ou si vous connaissez des sites web de qualité traitant du thème abordé ici, merci de compléter l'article en donnant les références utiles à sa vérifiabilité et en les liant à la section « Notes et références ».

Structure de l'azithromycine.

Azalide est un terme générique pour les dérivés de l’érythromycine dont l’azithromycine.
C'est une sous-classe d'antibiotiques de la famille des macrolides caractérisée par sa structure chimique contenant un hétérocycle à 14 ou 15 atomes et contenant un atome d'azote inclus dans ce cycle. Cette structure singulière confère aux composés de la famille des Azalides une spécificité d'action tissulaire et cellulaire, une demi-vie très prolongée comparativement aux autres composés de la famille des macrolides ainsi qu'une activité renforcée sur les bacilles Gram négatifs. Enfin, les composés de la famille des Azalides se distinguent par une activité exceptionnelle sur les bactéries intracellulaires. Ex: Clamidiae, Legionelles, Mycoplasmes, Mycobactéries, etc.